# ضويحي السهلي
ضويحي السهلي لاعب كرة قدم سعودي و يلعب في مركز الوسط لعب سابقاً مع نادي الفيصلي السعودي .